# Бад-Вільдбад
Бад-Вільдбад (нім. Bad Wildbad) — місто в Німеччині, знаходиться в землі Баден-Вюртемберг. Підпорядковується адміністративному округу Карлсруе. Входить до складу району Кальв.
Площа — 105,26 км2. Населення становить 10 386 ос. (станом на 31 грудня 2020).